# Akurojin-no-hi
Akurojin-no-hi (悪路神の火?, "fuoco del dio della cattiva strada") è una fiamma spettrale del folclore giapponese originario della prefettura di Mie.

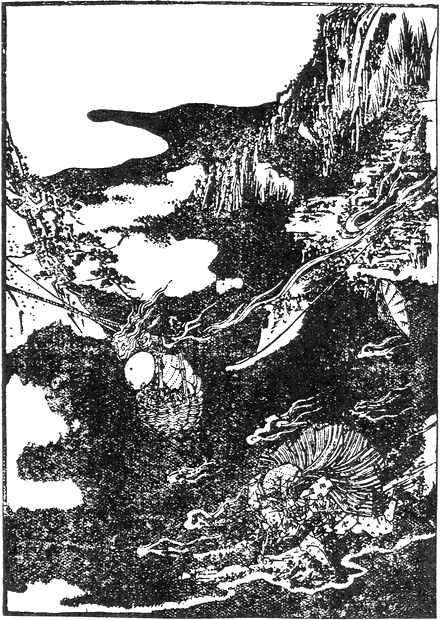
Opera di Sasaki Sadataka raffigurante lakurojin-no-hi

Si dice che volano ad un'altezza compresa tra 60 e 90 centimetri dal suolo.

## Descrizione
È menzionato nello "Moronobu Saiyaku-ki Shoroku" (諸州採薬記抄録?) e nel saggio "Kanmado Sodan" (閑窓瑣談?) di Sasaki Sadataka (conosciuto come Tamenaga Shunsui).
Appare con particolare frequenza nelle notti di pioggia e va e viene come se qualcuno avesse acceso una lanterna. Se le persone che lo incrociano si avvicinano inavvertitamente e non scappano si ammalano gravemente.

## Esempi simili
Anche in altri libri si trovano esempi di persone che si sono ammalate a causa di incendi misteriosi. L'antico "Nihon Shoki" riporta che nel settimo anno del regno dell'imperatrice Saimei (661), un fuoco fatuo apparve nel palazzo e molti dei principali ciambellani e attendenti si ammalarono e morirono.